# استان تورین
استان تورین (ایتالیایی:Provincia di Torino؛پیدمونتی:Provincia ëd Turin) استانی در ناحیه پیمونت ایتالیا می‌باشد. پایتخت این استان شهر تورین است.
مساحت این استان ۶،۸۳۰ کیلومتر مربع و جمعیت آن ۲،۳۰۶،۶۷۶ نفر طبق آمارهای ۳۰ ژوئن ۲۰۱۱ است. ۳۱۵ شهرستان در این استان قرار دارند - بیش تر از هر استان دیگری در ایتالیا. - و با توجه به آمارها ۳۱ دسامبر ۲۰۱۰ پرجمعیت ترین این شهرها عبارتند از:
| رده  | نشان | نام           | جمعیت  | ناحیه (کیلومترمربع) | تراکم (ساکنان/کیلومترمربع) | ارتفاع (mslm) |
| ---- | ---- | ------------- | ------ | ------------------- | -------------------------- | ------------- |
| 1ام  |      | تورینو        | ۹۰۷۵۶۳ | ۱۳۰٫۷               | 6943.9                     | ۲۳۹           |
| 2ام  |      | مونکالیری     | ۵۸۳۲۰  | ۴۷٫۳                | 1233                       | ۲۶۰           |
| 3ام  |      | کولنیو        | ۵۰۱۳۷  | ۱۸٫۰                | 2785.4                     | ۳۰۲           |
| 4ام  |      | ریولی         | ۴۹۵۹۱  | ۲۹٫۲                | 1698.3                     | ۳۵۲           |
| 5ام  |      | نیکلینو       | ۴۸۹۴۶  | ۲۰٫۴                | 2399.3                     | ۲۲۹           |
| 6ام  |      | ستیمو تورینزه | ۴۷۹۸۸  | ۳۲٫۷                | 1467.5                     | ۲۰۷           |
| 7ام  |      | گرولیاسکو     | ۳۷۸۷۰  | ۱۳                  | 2913.1                     | ۲۹۳           |
| 8ام  |      | کیه‌ری         | ۳۶۱۶۸  | ۵۰                  | 723.4                      | ۳۷۶           |
| 9ام  |      | پینرولو       | ۳۶۱۵۸  | ۵۴                  | ۶۶۷                        | ۳۰۵           |
| 10ام |      | ونریا رئال    | ۳۴۸۵۹  | ۲۰                  | 1743                       | ۲۶۲           |